# Dual Inline Package
Pour les articles homonymes, voir DIP.

Boîtier DIL à 16 broches.

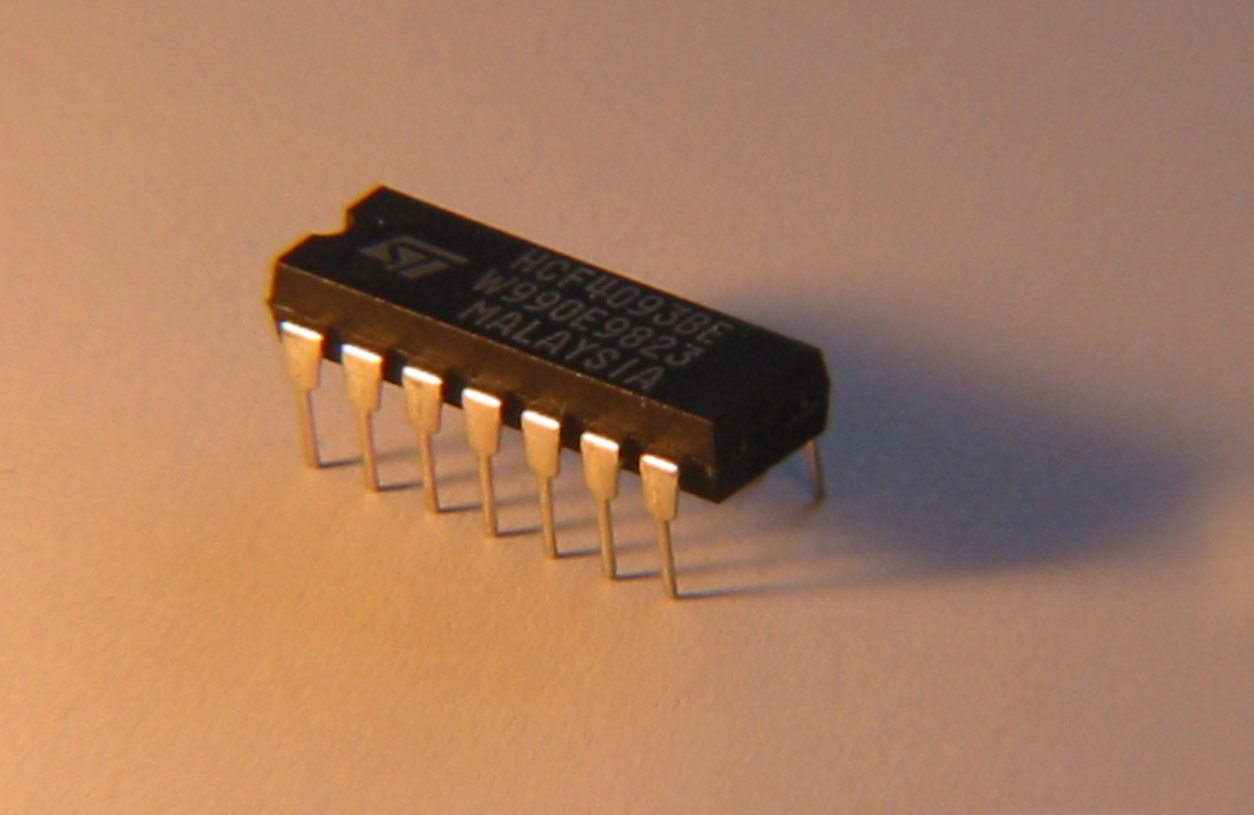
Circuit intégré dans un boîtier DIP 14 broches

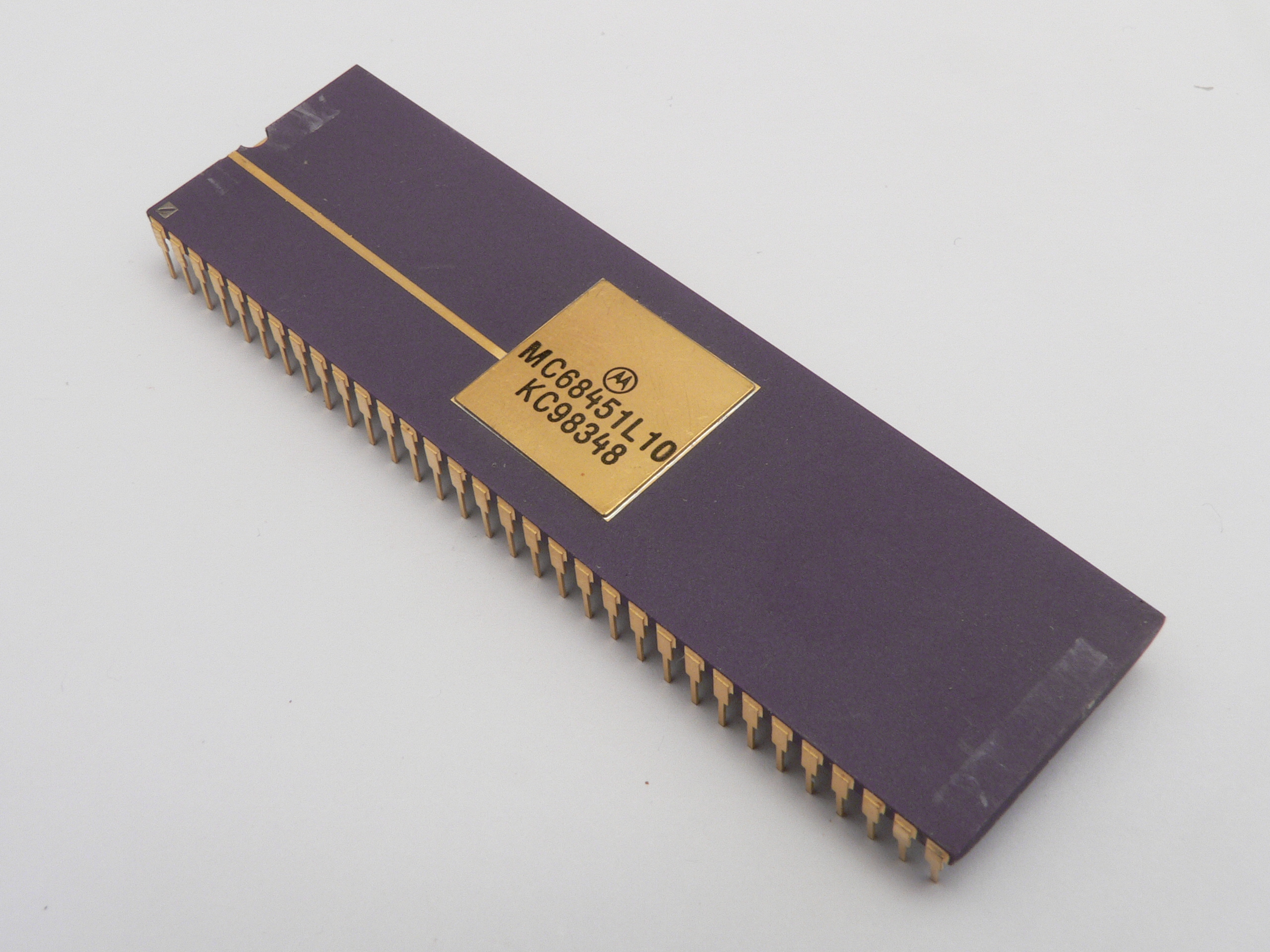
Une MMU MC68451 dans un CERDIP à 64 pattes

En micro-électronique, un boîtier DIP ou DIL (dual in-line package), est une forme particulière de boîtier de circuit intégré qui connecte un circuit intégré au monde extérieur sur deux rangées de pattes, d'où leur nom, "dual". Ce format était le plus courant dans les années 1970-1980, avant d'être détrôné par des formats plus compacts. 
Les boîtiers DIP peuvent être directement soudés sur le circuit imprimé (PCB), ou insérés mécaniquement dans des supports qui ont eux-mêmes préalablement été soudés (permettant un remplacement facile du composant et une suppression des risques de destruction par la chaleur lors de la soudure).
Les boîtiers DIP peuvent être aussi bien utilisés pour les circuits intégrés (tels que les microprocesseurs) que pour des rangées de composants électroniques discrets (tels que les résistances).

## Espacement des broches
Le boîtier rectangulaire (en plastique ou en céramique) est doté de broches de connexion sur ses deux côtés les plus longs. Les broches sont généralement espacées de 2,54 mm (soit 1/10e de pouce) et les lignes de broches de 7,62 mm (0,3 pouce) ou 15,24 mm (0,6 pouce). Les standards JEDEC définissent également des formats DIP moins fréquents avec des espacements entre les lignes de 10,16 mm (0,4 pouce) ou 22,86 mm (0,9 pouce).

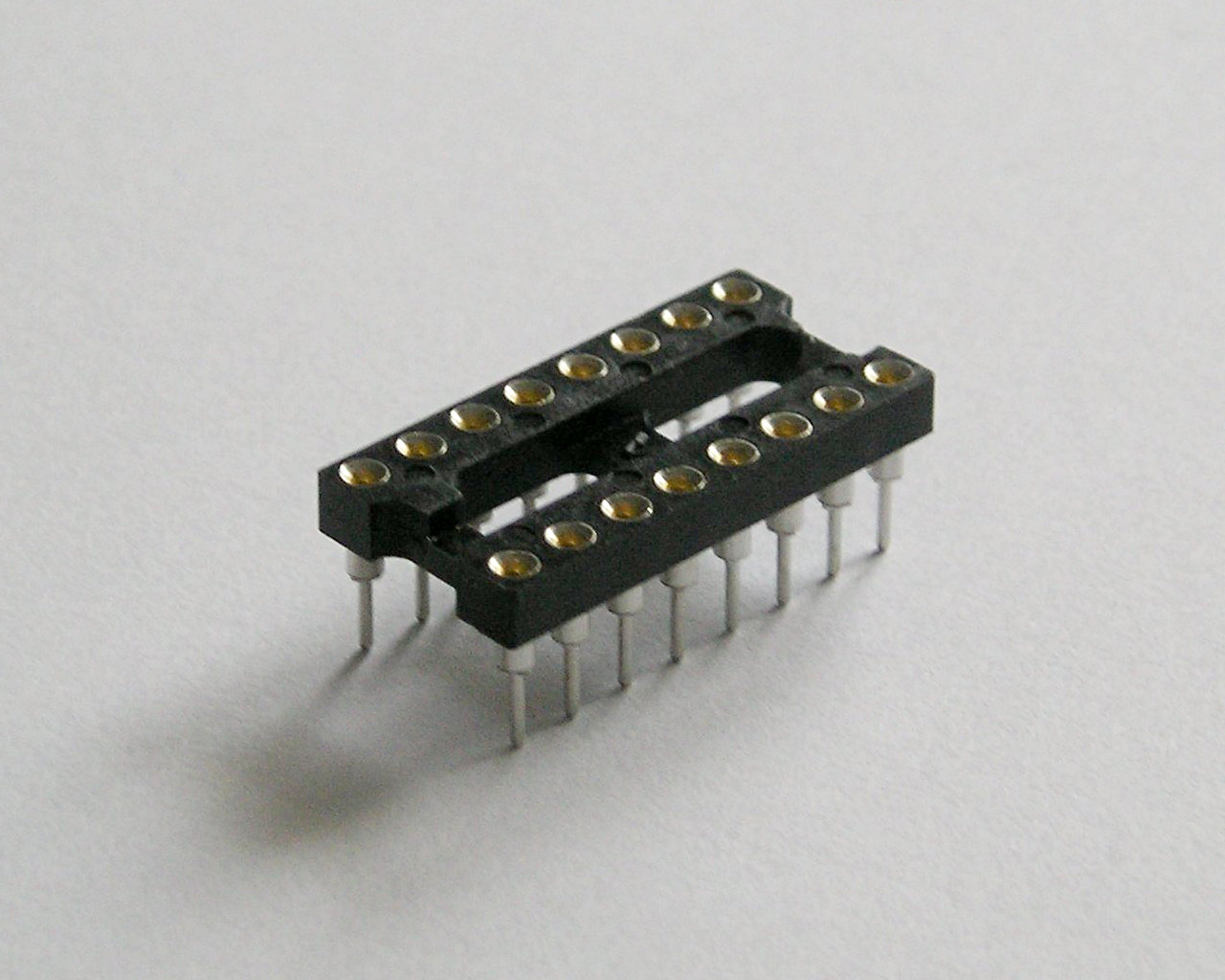
Un support DIL permet de ne pas avoir à souder la puce elle-même sur une carte. On soude dans un premier temps ce support sans la puce, puis, après soudure, on vient embrocher la puce sur ce support. La puce peut ainsi être remplacée au besoin, et n'est pas chauffée par les opérations de soudure.

Les circuits les plus courants sont dotés de 8 à 40 broches, et ont des fonctions très variées : processeurs, mémoires, portes logiques, amplificateurs...
Il existe plusieurs variantes du boîtier DIP, qui se distinguent généralement par les matériaux utilisés :
- Ceramic Dual Inline Package (CERDIP) ;
- Plastic Dual Inline Package (PDIP) ;
- Shrink Plastic Dual Inline Package (SPDIP) – une version réduite du format PDIP pour les boîtiers dont le nombre de broches est > 20, avec un espacement de 7,87 mm (0,31 pouce) entre les 2 rangées de broches.

Les boîtiers DIP ont été très utilisés dans l'industrie micro-électronique dans les années 1970 et 1980. Ce format de boîtier tend à être remplacé par des composants à montage en surface comme les boîtiers PLCC ou SOIC, dont la taille plus petite permet une plus forte intégration, sur les deux faces du circuit imprimé.
Le format DIP est resté populaire pour sa facilité de manipulation (sa soudure sur circuit imprimé plus aisée pour un humain) pour les circuits logiques programmables, microcontrôleurs ou EEPROM. Cependant, avec la technique ISP (In-System Programming) aujourd'hui couramment utilisée, ce format perd de plus en plus ses avantages par rapport aux autres.

## Orientation et numérotation des broches

La numération est dans le sens inverse des aiguilles d'une montre.

Une encoche en forme de demi-cercle située à l'extrémité d'un côté du boîtier DIP permet de distinguer son orientation. Si l'on place le boîtier de sorte que l'encoche soit orientée vers la gauche, la broche no 1 est celle la plus à gauche sur la rangée du bas et la dernière est celle la plus à gauche sur la rangée du haut. Les numéros de broche sont incrémentés de gauche à droite pour la rangée du bas, puis de droite à gauche pour celle du haut.
De manière plus générale, sur un boîtier DIL un point ou une marque particulière près d'une patte située dans un coin marquera la pin 1. Il peut aussi s'agir d'une barre le long d'un grand côté du boîtier. Dans ce cas, la patte 1 sera en haut à gauche si on place la barre verticalement et à gauche.
Dans tous les cas, il suffit de mettre la patte no 1 dans le coin en haut à gauche et de compter 1, 2, 3, 4, ... dans le sens inverse des aiguilles d'une montre (sens trigonométrique).